# Rosalia (svátek)

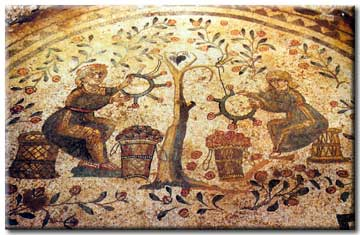
Pletení růžových věnců na římské mozaice z 4. století

Rosalia nebo Rosaria byl starořímský svátek růží slavený v květnu, případně v červnu. Byly také nazývány rosatio „zdobení růžemi“ nebo dies rosationis „dny zdobení růžemi“, analogicky mohly být růže nahrazeny violkami, poté byly oslavy nazývány violatio, dies violae nebo dies violationis. Rosalie vznikly ze zvyku umísťování květin na hrobech. Květiny byly už v Římě symbolem znovuzrození, především pak rudé či fialové květy růží, případně violek, evokujích barvu krve. Během rosalií byly růžemi zdobeny také sochy bohů nebo jiné uctívané objekty.
V římské armádě byly v květnu slaveny Rosaliae signorum, během kterých byly vojenské standarty zdobené girlandami. V Řecku byl tento svátek zpravidla nazýván rhodismos. V některých oblastech římské říše rosalie splynuly s oslavami Dionýsa, Adonida, ale také křesťanským kultem svatých, kde také figurovali girlandy a květinové koruny. Název svátku měl nejspíše vliv na označení slovanských rusaljí, možná i na některé zvyky s nimi spojené.